# Mesoleius trochanteratus
Mesoleius trochanteratus là một loài tò vò trong họ Ichneumonidae.